# 지분증명
지분 증명(Proof-of-stake, PoS)이란 알고리즘의 한 형태로서, 이를 통해 암호화폐 블록체인 네트워크가 분산화된 합의를 얻는 것을 목표로 한다. 지분 증명 기반의 암호화폐 시스템에서 다음 블록의 생성자는 블록체인의 관련 암호화폐를 특정량 보유하고 있는 ‘주주’들 중에서 선출된다. 이는 암호화폐 채굴을 활용하는 비트코인이나 이더리움과 같은 작업 증명 기반 시스템과 대조되는 것이다. 암호화폐 채굴이란 거래를 검증하기 위한 복잡한 문제를 풂으로써 새로운 화폐를 출시하는 것을 완곡하게 표현한 것이다.

## 블록 선별에 대한 상이한 접근법
블록 선별 시스템 내에서 더 많은 양의 암호화폐를 보유하고 있는 주주가 더 큰 영향을 끼치는 시나리오를 방지하기 위해 각 암호화폐는 블록 생성자 선별에 대하여 다른 접근법을 활용한다.
지분 증명은 어떤 블록체인에서든 간에 다음 유효 블록을 정의하는 방법을 가지고 있어야 한다. 계좌 잔고에 따른 선별은 가장 부유한 한 명의 구성원이 계속 유리한 고지를 차지하기 때문에 시스템이 중앙화되는 결과를 낳게 되며, 이는 바람직하지 못하다. 따라서 이를 대신하기 위하여 다양한 선별 방법이 고안되었다.
임의 블록 선별
엔엑스티(Nxt)와 블랙코인(BlackCoin)은 지분의 규모와 함께 가장 낲은 해시값을 찾는 수식을 활용하는 임의화 방식으로 다음 생성자를 예측한다. 여기서 지분은 공개되기 때문에 각 노드는 꽤 높은 정확성으로 어떤 계좌가 블록을 단조할 권한을 얻게 될 것인지를 예측할 수 있다.
임의 지분 증명 (rPoS)
오브(Orbs)는 이와 유사한 절차를 활용하지만, 단일한 블록 리더보다는 위원회 전체를 선출한다. 오브가 주주에게 블록 선별에 대한 자격을 부여할 때는 해당 주주가 보유한 토큰량보다는 평판도를 산출하여 기준으로 삼는다.
각 노드는 검증 가능한 임의 비콘을 사용하여 임의로 선별되고, 이를 통해 기존의 거래 블록을 제안한다. 이후 해당 블록은 총 노드 중에서 미리 지정된 수의 노드를 가진 위원회를 통해 검증된다. 오브에 따르면 해당 위원회는 수천 개의 노드 중에서 선별되기 때문에, 네트워크상의 모든 노드가 블록 형성 과정에 참여하는 것과 동일한 수준의 보안성을 유지할 수 있다고 한다.
코인 나이 기반 선별
피어코인(Peercoin)은 무작위화와 더불어 ‘코인 나이’라는 개념을 활용하여 블록을 선별한다. 코인 나이는 코인 보유 기간과 실제 코인 개수를 곱해서 산출한다. 코인 보유자는 한 달 이상 코인을 보유했을 때만 블록 형성에 대한 경쟁에 참여할 수 있다. 해당 코인이 블록 형성에 사용되고 나면 한 달 이상 코인 보유에 대한 주기는 처음부터 다시 시작하게 된다.

## 변형

### 체인 기반 PoS
이는 본질적으로 PoW 체계를 수정한 것이다. 여기서 경쟁은 가장 짧은 시간에 동일한 퍼즐을 풀기 위해 무차별 대입을 적용하는 것이 아니라 참가자의 지분에 따라 퍼즐의 난이도를 변화시키는 것에 기반을 두고 있다. 시계가 똑딱거리면 퍼즐이 해결된다(||는 연결임).
{\displaystyle Hash(ProposedNewBlock||ClockTime)<target*StakeValue}
고가치 이해관계자의 퍼즐을 해결하는 데 필요한 계산량이 적기 때문에 과도한 하드웨어를 피하는 데 도움이 된다.

### 지명 PoS(NPoS)
"위원회 기반"이라고도 알려진 이 계획에는 더 높은 지분과 더 높은 지분으로 선출될 확률이 있는 검증 가능한 무작위 함수를 사용하여 검증인 위원회를 선출하는 방식이 포함된다. 그런 다음 유효성 검사기는 무작위로 교대로 블록을 생성한다. NPoS는 Ouroboros Praos와 BABE에서 활용된다.

### BFT 기반 PoS
BFT PoS "에포크"(체인에 블록 추가)의 개요는 다음과 같다.
1. "제안된 블록"이 있는 "제안자"는 단 하나의 합의된 블록을 선택하는 데 사용되는 임시 풀에 이를 추가하여 무작위로 선택된다.
2. 다른 참가자인 검증자는 풀을 획득하고 검증한 후 투표한다.
3. BFT 합의는 가장 많은 표를 얻은 블록을 마무리하는 데 사용된다.

이 계획은 검증인의 3분의 1 이상이 부정직한 한 작동한다. BFT 방식은 Tendermint 및 Casper FFG에서 사용된다.

### 위임된 지분 증명(DPoS)
지분 증명 위임 시스템은 2단계 프로세스를 사용한다. 먼저 이해관계자가 자신의 지분에 비례하여 투표하여 검증 위원회(일명 증인)를 선출한 다음 증인은 라운드 로빈 방식으로 교대로 새로운 블록을 제안한 다음 투표한다. 일반적으로 BFT와 같은 방식으로 증인에 의해 수행된다. DPoS에는 다른 많은 PoS 방식보다 검증인 수가 적기 때문에 합의가 더 빨리 이루어질 수 있다. 이 방식은 EOS, Lisk, Tron을 포함한 많은 체인에서 사용된다.

### 유동적 지분 증명(LPoS)
유동적 PoS에서는 지분을 보유한 사람은 누구나 자신을 검증인으로 선언할 수 있지만 소규모 보유자의 경우 일부 혜택(예: 정기적인 지급)을 대가로 대규모 플레이어에게 투표권을 위임하는 것이 합리적이다. 검증인이 수수료, 평판 및 기타 요소를 두고 경쟁하는 시장이 형성된다. 토큰 보유자는 언제든지 다른 검증인으로 지원을 전환할 수 있다. LPoS는 Tezos에서 사용된다.

### '지분' 정의
"지분"(stake)의 정확한 정의는 구현마다 다르다. 예를 들어, 일부 암호화폐는 검증인의 지분을 정의하기 위해 단순한 토큰 수가 아닌 단일 사용자가 토큰을 보유한 시간과 토큰 수를 곱한 "코인 연령"이라는 개념을 사용한다.

## 장점
지분 증명 기반 화폐는 작업 증명 알고리즘 기반 화폐에 비해 에너지 사용 측면에서 더 효율적이라는 장점을 가지고 있다.
두 시스템은 인센티브 또한 다르게 작동한다. 작업 증명에서는 채굴자가 잠재적으로 자신이 채굴하는 화폐를 단 하나도 보유하지 않을 수 있고, 이에 따라 자신의 수익을 최대화하는 데에만 집중하는 것이 가능하다. 이러한 차이가 보안에 대한 위험성을 높이는지, 아니면 낮추는지는 확실하지 않다. 반면 지분 증명에서는 코인을 소위 ‘보호’하는 자가 항상 코인을 보유하게 된다. 물론 몇몇 암호화폐는 다른 노드에 스테이킹 권한을 빌려주는 것을 허용하기도 한다.

## 마이닝
PoS를 이용한 마이닝은 컴퓨팅 하드웨어 경쟁 대신 암호화폐의 양을 분석하는 데 기반을 둔다.

## 비판
몇몇 저자는 지분 증명이 분산화된 합의 프로토콜에 이상적인 방식이 아니라고 주장한다. 예컨대 발생할 수 있는 문제 중에는 ‘위험성 제로’의 문제가 있는데, 이는 블록 생성자가 다수의 블록체인 히스토리에 투표함으로써 잃을 것이 없게 되고, 합의에 도달하지 못하는 결과를 가져오게 되는 시나리오이다. 이와 같은 문제가 생기는 이유는 작업 증명 시스템과 달리 여러 체인에서 작업할 때 드는 비용이 적기 때문이다.
이러한 문제를 해결하기 위해 지금까지 많은 시도가 있어왔다.
- 피어코인은 지분 증명을 처음으로 도입한 암호화폐이다. 피어코인은 초기에 개발자의 개인키로 서명한 중앙 통신 체크포인트를 사용하였다. 마지막으로 알려진 체크포인트 이상으로는 블록체인 재구성이 허용되지 않았다. 체크포인트는 현 0.6버전에서 옵트인 방식이 적용되며, 해당 네트워크가 적합한 분배 수준을 달성하였기 때문에 강제되지 않는다.
- 이더리움이 제안한 슬래셔 프로토콜(Slasher protocol)은 하나 이상의 블록체인 브랜치에서 단조 작업을 하는 부정행위자를 처벌할 권한을 사용자에게 부여한다. 이러한 제안은 포크를 생성하기 위해 사용자가 이중 서명을 해야 하고, 지분을 보유하지 않은 상태에서 포크를 생성하면 처벌받을 수 있음을 상정한다. 그러나 슬래셔는 결국 도입되지 않았다. 이더리움의 개발자들은 지분 증명이 어려울 것으로 결론을 내리고, 이더해시(Ethash)라고 불리는 작업 증명 알고리즘을 도입했다. 이는 다른 지분 증명 프로토콜인 ‘캐스퍼(Casper)’로 대체될 예정이다.
- 엔엑스티의 프로토콜은 지난 720개 블록의 재구성만을 허용한다. 그러나 이는 여전히 문제를 해결하지 못한다. 클라이언트는 해당 블록체인이 가장 높은 블록체인인지의 여부와는 상관없이 721개의 블록 포크를 따를 수 있으며, 이는 합의에 도달하지 못하는 결과를 가져오게 된다.
- 하이브리드 소실 증명 및 지분 증명. 소실 증명 블록은 체크포인트로서 작동하며, 보다 큰 보상이 주어지고, 거래를 포함하지 않으며, 더 강화된 보안성을 제공하고, 서로에게 뿐만 아니라 지분 증명 체인에 앵커링 되지만 비용이 더 비싸다.
- 디크레드(Decred)의 하이브리드 작업 증명 및 지분 증명에서 지분 증명은 작업 증명의 타임스탬핑 기능에 의존하며 활동 증명에 기반한다. 이는 작업 증명 채굴자가 블록을 채굴하고 지분 증명이 이중 인증 메커니즘으로 작동하게 하여 ‘위험성 제로’의 문제를 해결하는 것을 목표로 한다.

통계 시뮬레이션에 따르면 여러 체인에서 동시에 단조 작업을 진행하는 것이 가능하며, 심지어 수익을 창출할 수도 있는 것으로 밝혀졌다. 하지만 지분 증명의 지지자들은 가장 많이 언급되는 공격 시나리오들이 절대 발생할 수 없거나 예측이 매우 힘들어 이론에 지나지 않을 뿐이라고 믿는다.